# Marc Riley

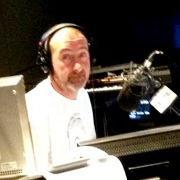
Marc Riley (2013)

Marc Riley (* 1961 in Manchester) ist ein britischer Musiker und Radio-DJ irischer Abstammung.

## Leben
Marc Riley spielte von 1978 bis 1982 in der englischen Band The Fall. Zuerst war er der Roadie der Band, übernahm aber nach einer Weile den Bass, den er von seinem Freund Steve Hanley auslieh. Später wechselte er zur Gitarre, während Steve Hanley Bassist von The Fall wurde.
Nach The Fall gründete er seine eigene Band, Marc Riley with The Creepers, später The Creepers. Die Band existierte von 1983 bis 1988. In den späten 80er-Jahren schrieb und zeichnete er die Comics Harry The Head und Doctor Mooney für die Comic-Serie Oink!.
Nachdem er eine Weile als Promoter für Factory Records und 4AD gearbeitet hatte, übernahm er Anfang der 90er-Jahre erste Sendungen bei der BBC. Bekannt wurde er in Zusammenarbeit mit Mark Radcliffe als Mark and Lard, zuerst mit einer Abendsendung auf BBC Radio 1, später mit einer Frühstückssendung. Gemeinsam als The Shirehorses nahmen die beiden zwei Alben mit Parodien auf und spielten auch auf dem Glastonbury Festival.
Nach der letzten Sendung als Mark and Lard 2004 wechselte Marc Riley zum digitalen Kanal der BBC 6 Music. Zuerst moderierte er wöchentlich samstags Rocket Science und sonntags Mint (zusammen mit Rob Hughes), später von Mittwoch bis Freitag die Abendsendung Brain Surgery. Zurzeit ist er auf 6 Music von Montag bis Donnerstag mit einer jeweils zweistündigen Abendsendung zu hören.